# Pentrefoelas
Pentrefoelas  (53,86 kq) è un villaggio con status di community del Galles settentrionale, facente parte del distretto unitario di Conwy (un tempo faceva invece parte della contea del Denbighshire) e situato lungo il corso del fiume Merddwr (affluente del fiume Conwy). Conta una popolazione di circa 350 abitanti.

## Etimologia
Il toponimo Pentrefoelas è formato dal termine gallese pentre, che significa "villaggio", e dal nome di una collina della zona chiamata Foel Las (letteralmente "collina dalla vetta erbosa").

## Geografia fisica

### Collocazione
Il villaggio di Pentrefoelas si trova nella parte sud-occidentale del distretto unitario di Conwy, al confine con la contea di Gwynedd ed è situato ad est della sorgente del fiume Conwy, a circa 12 km a sud-est di Betwys-y-Coed.

## Società

### Evoluzione demografica
Al censimento del 2011, la community di Pentrefoelas contava una popolazione pari a 356 abitanti, quasi equamente ripartita tra donne e uomini (179 e 177 rispettivamente).

## Storia
In origine, Pentrefoelas faceva parte della parrocchia di Llannefydd, ma divenne una parrocchia a sé stante nel 1810.

## Monumenti e luoghi d'interesse

### Plas Iolyn
Tra gli edifici storici di Pentrefoelas, figura Plas Iolys, che fu la residenza della famiglia Price ap Rhys.

### Chiesa parrocchiale
Tra gli edifici d'interesse di Pentrefoelas, figura inoltre la chiesa parrocchiale, realizzata nella forma attuale tra il 1857 e il 1859, ma le cui origini risalgono al XVI secolo, quando fu eretta una cappella in loco, ampliata per la prima volta nel 1766.